# Бронкс
Шаблон:StateAbbr_ 40°50′48″ пн. ш. 73°52′24″ зх. д. / 40.84676° пн. ш. 73.873207° зх. д.
Бронкс (англ. Bronx чи The Bronx) — одне з п'яти боро Нью-Йорка, єдине, чия територія знаходиться на континентальній частині суходолу. Населення — 1,408 млн осіб (перепис 2012 р.).
Бронкс взяв назву від річки Бронкс, яка протікає через округ, і яку своєю чергою назвали на честь шведського капітана Йонаса Бронка (англ. Jonas Bronck), що володів у 1641 фермою між річками Бронкс і Гарлем.
У минулому на території нинішнього Бронкса було чотири містечка — Вестчестер, Йонкерс, Істчестер та Пелхем.
1898 року було засноване сучасне місто Нью-Йорк, до якого входило п'ять боро (округів), включаючи Бронкс.
Округ знаний тим, що тут мешкають представники різних етнічних груп та, відповідно, у ньому високий рівень безробіття й злочинності.

## Історія
Свою назву район отримав на ім'я Йонаса Бронка, вихідця зі Швеції, голландского капітана, який володів на початку 1640-х років землею на території нинішнього Бронкса. В 1639 він заснував ферму біля берега протоки Харлем.
У 1874 році південна частина території Бронкса була передана з округу
Вестчестер до округу Нью-Йорк (він же Мангеттен). В 1895 до складу округу Нью-Йорк була передана північна частина Бронкса.
1898 року було встановлено сучасні кордони Нью-Йорка. В 1914 Бронкс був виділений в самостійний Боро (Нью-Йорк)район Нью-Йорка і округ штату Нью-Йорк.

## Демографія
За даними перепису 2000 року загальне населення округу становило 1332650 осіб, усе міське. Серед мешканців округу чоловіків було 620171, а жінок — 712479. В окрузі було 463212 домогосподарства, 315090 родин, які мешкали в 490659 будинках. Середній розмір родини становив 3,37.
Віковий розподіл населення поданий у таблиці:
| Стать    | До 15 років | 15-21 | 22-29 | 30-39  | 40-49 | 50-65 | 65-85 | Понад 85 |
| -------- | ----------- | ----- | ----- | ------ | ----- | ----- | ----- | -------- |
| Чоловіки | 171820      | 71221 | 74629 | 99289  | 78990 | 75410 | 43842 | 4970     |
| Жінки    | 165495      | 70605 | 86508 | 114267 | 93869 | 96599 | 71617 | 13519    |

## Персоналії
- Герман Воук (1915—2019) — американський письменник
- Джун Еллісон (1917—2006) — американська актриса, співачка і танцівниця
- Мартін Болсам (1919—1996) — американський актор
- Карл Райнер (1922—2020) — американський актор, режисер, продюсер, сценарист, письменник та комедіант
- Ніл Саймон (1927—2018) — американський драматург та сценарист
- Ейді Горме (1928—2013) — співачка та кіноакторка
- Дік Міллер (1928—2019) — американський актор
- Енн Бенкрофт (1931—2005) — американська акторка, режисерка, авторка сценаріїв та співачка
- Вуді Аллен (* 1935) — американський кіноактор, режисер і сценарист
- Чез Палмінтері (* 1952) — американський актор і письменник.
- Джої Крамер (1950) — американський барабанщик, участник гурту Aerosmith

## Виноски
1. ↑  (1) Population 1790–1960: The World Almanac and Book of Facts 1966, page 452, citing estimates of the Department of Health, City of New York.
(2) Population 1790–1990: Article on "population" by Nathan Kantrowitz in The Encyclopedia of New York City, edited by Kenneth T. Jackson (Yale University Press, 1995 ISBN 0-300-05536-6), citing the Бюро перепису населення США
N.B., Estimates in (1) and (2) before 1920 re-allocate the Census population from the counties whose land is now partly occupied by Bronx County.
(3) Population 1920—1990: Population of Counties by Decennial Census: 1900 to 1990, Compiled and edited by Richard L. Forstall, Population Division, US Bureau of the Census [Архівовано 19 лютого 2015 у Wayback Machine.], Бюро перепису населення США, Washington, D.C. 20233, March 27, 1995, retrieved July 4, 2008.
2. ↑  American FactFinder. Бюро перепису населення США. Архів оригіналу за 26 лютого 2012. Процитовано 31 січня 2008. [Архівовано 2008-05-21 у Wayback Machine.]

| США | Це незавершена стаття з географії США. Ви можете допомогти проєкту, виправивши або дописавши її. |